# Parlamentswahl in Fidschi 2018
Bei der Parlamentswahl in Fidschi 2018 wurden die Abgeordneten des  Parlaments von Fidschi gewählt. Die Wahl fand am 14. November 2018 statt; aufgrund starker Regenfälle wurde in einigen Wahlbezirken erst am 18. November gewählt. Es war nach der Parlamentswahl von 2014 die zweite demokratische Wahl seit dem Putsch des Militärs von 2006. Die Partei FijiFirst von Ministerpräsident Frank Bainimarama verlor fünf Sitze im Parlament, konnte aber ihre absolute Mehrheit verteidigen. Die größte Oppositionspartei, SODELPA, mit Sitiveni Rabuka als Spitzenkandidaten gewann sechs Sitze hinzu.

## Wahlergebnis
Es traten sechs Parteien an, aber (im Unterschied zu 2014) keine unabhängigen Kandidaten. Die Zahl der Sitze wurde aufgrund der gestiegenen Bevölkerungszahl um Eins erhöht.
- NFP: 3
- FijiFirst: 27
- SODELPA: 21

| Partei                          | Stimmen | %       | Sitze | % 2014  | Sitze 2014 |
| ------------------------------- | ------- | ------- | ----- | ------- | ---------- |
| FijiFirst                       | 227.241 | 50,02 % | 27    | 59,17 % | 32         |
| Social Democratic Liberal Party | 181.072 | 39,85 % | 21    | 28,18 % | 15         |
| National Federation Party       | 033.515 | 07,38 % | 3     | 5,45 %  | 3          |
| Unity Fiji Party                | 06.898  | 01,52 % | 0     | —       | —          |
| Hope Party                      | 02.811  | 00,62 % | 0     | —       | —          |
| Fiji Labour Party               | 02.800  | 00,62 % | 0     | 2,35 %  | 0          |
| People’s Democratic Party       | —       | —       | —     | 3,20 %  | 0          |
| Unabhängige                     | —       | —       | —     | 0,26 %  | 0          |
| Gültige Stimmen                 | 454.337 | 100 %   | 51    | 100 %   | 50         |
| Ungültige Stimmen               | 4.195   | —       | —     | —       | —          |
| Wahlberechtigt / Beteiligung    | 637.527 | 71,27 % | —     | 83,97 % | —          |
| Quelle:                         |         |         |       |         |            |